# Ligne 74 du tramway de Bruxelles
La ligne 74 est une ancienne ligne de tramway du tramway de Bruxelles.

## Histoire
Le 1er mars 1920, les services 72 et 74 sont prolongés de la rue Vergote à la Porte de Tervuren.